# Vegetação da Venezuela

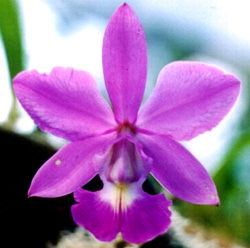
Cattleya walkeriana é a flor-símbolo da Venezuela.

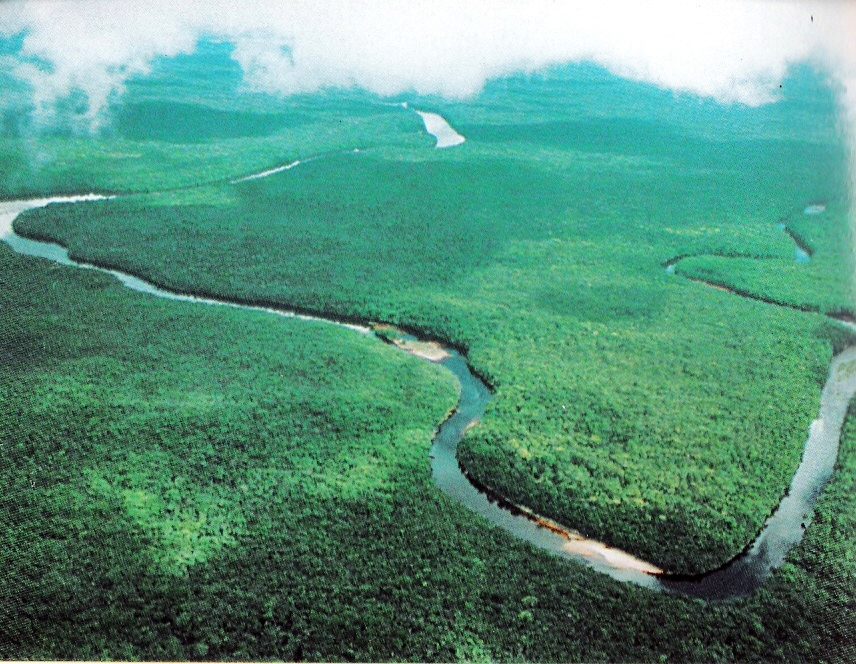
Vegetação do Delta do Rio Orinoco, na Venezuela.

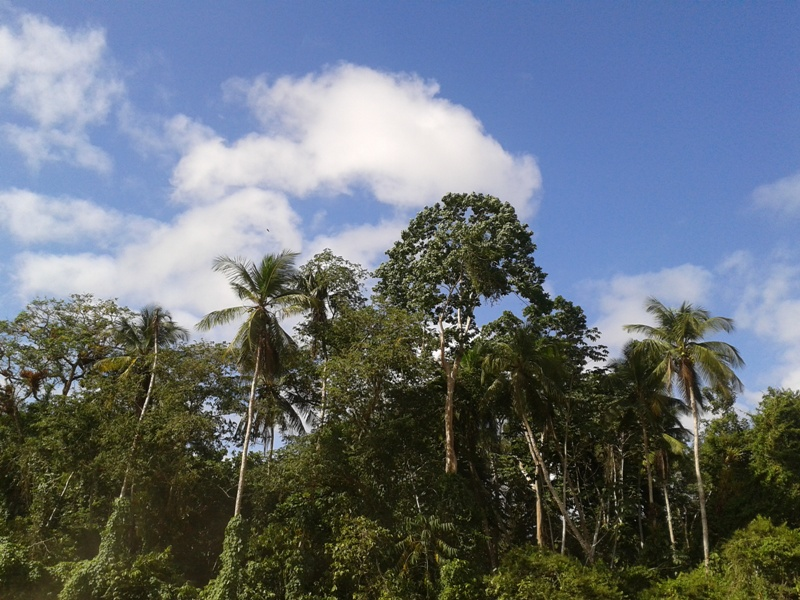
Selva de Río Orinoco. Delta Amacuro. Venezuela.

A Vegetação da Venezuela é extremamente diversificada devido à sua localização geográfica, topografia variada e diferentes zonas climáticas. Ela abrange uma ampla gama de ecossistemas, desde florestas tropicais úmidas até desertos áridos, oferecendo uma riqueza incomparável de biodiversidade. Cerca da metade do país é coberta de florestas. Nos trechos úmidos a vegetação da Venezuela é compacta e alta; nas zonas secas, esparsa e enfezada. A vegetação do país é tropical, não existindo árvores decíduas, mesmo nas regiões altas. A altitudes superiores a 1.500 m a vegetação é do tipo semi-tropical, incluindo fetos, samambaias e orquídeas. Acima de 2.500 m começa a vegetação própria dos páramos, do tipo alpino.

## Florestas Tropicais Úmidas
As florestas tropicais úmidas cobrem grande parte do sul da Venezuela, especialmente na região da Amazônia. Essas florestas são caracterizadas por uma densa vegetação composta por árvores de grande porte, muitas vezes alcançando alturas impressionantes. Espécies como açaí, mogno, cedro e pau-rosa são comuns nessas áreas.

## Savanas e Pradarias
As vastas planícies do Llanos, localizadas no centro do país, são dominadas por savanas e pradarias. Essas áreas são cobertas por vegetação herbácea, árvores esparsas e arbustos adaptados à estação seca e úmida característica dessa região.

## Florestas Secas e Semiáridas
Nas regiões mais áridas do noroeste e ao longo da costa do Caribe, encontram-se florestas secas e semiáridas. Aqui, a vegetação é adaptada à escassez de água, com espécies resistentes, como cactos, árvores espinhosas e arbustos de folhas caducas. No extremo norte da Venezuela, ao longo da fronteira com a Colômbia, existem áreas de vegetação desértica e semiárida. Essas regiões são caracterizadas por uma vegetação espinhosa e adaptada a condições de seca.

## Manguezais
Ao longo da costa venezuelana, especialmente nas áreas costeiras do Mar do Caribe, bem como nos deltas dos rios e áreas de estuários, encontram-se os manguezais. Esses ecossistemas costeiros são vitais para a vida marinha, proporcionando habitat para uma variedade de espécies, além de servir como barreiras naturais contra tempestades e proteger as áreas costeiras da erosão.

## Florestas de Montanha
Nas regiões montanhosas da Cordilheira dos Andes, a vegetação varia de acordo com a altitude. Nas encostas mais baixas, encontram-se florestas nubladas e úmidas, enquanto nas altitudes mais elevadas predominam os bosques de árvores resistentes ao frio e arbustos de páramo.

## Vegetação Insular
As ilhas venezuelanas, como Margarita e Los Roques, possuem uma vegetação adaptada às condições únicas desses ambientes insulares. Palmeiras, cactos e arbustos costeiros são comuns nessas ilhas, onde a vegetação é influenciada pela salinidade do solo e pelos ventos constantes do mar.
A diversidade da vegetação venezuelana não só contribui para a beleza cênica do país, mas também desempenha um papel crucial na manutenção dos ecossistemas locais, na conservação da biodiversidade e no fornecimento de recursos naturais essenciais para as comunidades humanas e a vida selvagem. No entanto, esses ecossistemas enfrentam desafios significativos devido à exploração insustentável, desmatamento, mudanças climáticas e outras atividades humanas, destacando a importância da conservação e manejo sustentável desses recursos naturais preciosos.